# Бонавентура Фугер фон Кирхберг-Вайсенхорн
Бонавентура Фугер фон Кирхберг-Вайсенхорн (на немски: Bonaventura Fugger Graf zu Kirchberg und Weissenhorn; * 30 януари 1619; † 13 декември 1693) е граф от род Фугер-Кирхберг-Вайсенхорн, господар на Кирххайм в Швабия и Шмихен.
Той е най-големият син на генерал граф Ото Хайнрих Фугер (1592 – 1644), императорски губернатор в Аугсбург, и втората му съпруга фрайин Мария Елизабет фон Валдбург-Цайл (1600 – 1660), дъщеря на фрайхер имперски трушсес Фробен фон Валдбург-Цайл (1569 – 1614) и Анна Мария фрайин фон Тьоринг (1578 – 1636).
По-малките му братя са Себастиан (1620 – 1677), господар на Нордендорф, Вьорт, Матсис и Дутенщайн, Йохан Ото (* 1631), господар на Грьоненбах, и Паул (1637 – 1701), господар на Микхаузен и Дутенщайн.
Бонавентура Фугер фон Кирхберг-Вайсенхорн умира на 74 години на 13 декември 1693 г. и е погребан в църквата „Св. Улрих“ в Аугсбург.

## Фамилия
Бонавентура Фугер фон Кирхберг-Вайсенхорн се жени на 14 ноември 1649 в Мюнхен за фрайин Клаудия фон Мерци (* 1631; † 5 май 1708, погребана в „Св. Улрих“, Аугсбург), дъщеря на фрайхер Франц фон Мерци и Анна Мария фон Шауенбург. Те имат девет деца:
- Мария Анна Терезия (* 11 октомври 1650, Мюнхен)
- Йохан Баптист (* 20 юни 1653, Мюнхен)
- Мария Елизабета Клаудия (* 14 април 1652, Мюнхен; † 24 август 1713, Бухау), монахиня в Бухау
- Мария Аделхайд (* 11 септември 1654, Мюнхен)
- Мария Катарина Терезия Аделхайд (* 25 април 1656, Мюнхен; † 1727), монахиня в Бухау
- Йохан Мамсимилиан Йозеф (* 7 октомври 1661, Мюнхен; † 18 ноември 1731, Мюнхен), господар на Кирххайм, Шмихен и Тюркенфелд, женен на 21 юни 1686 г. в Мюнхен за графиня Мария Елизабет фон Лодрон и Латерано (* 1650; † 11 април 1721 в Шмихен)
- Франц Гуидобалд (* 3 март 1663, Мюнхен; † 18 януари 1731, Бон), женен на 24 ноември 1695 г. в Мюнхен за (фрайин) Анна Ребека Дилберг фон Алтен († 5 юни 1742)
- Гауденциус (* ок. 1665; † 1728)
- Анна Мария (* 1671; † 29 март 1747), монахиня в Ландсхут